# ريزارد ليجوتكو
ريزارد أنتوني ليجوتكو (من مواليد 24 كانون الأول / ديمسبر 1949) هو فيلسوف وسياسي بولندي، وأستاذ الفلسفة في جامعة ياغيلونيا في كراكوف، متخصص في الفلسفة والنظرية السياسية القديمة. هو عضو في البرلمان الأوروبي من العام 2014 والرئيس المشارك لمجموعة المحافظون والإصلاحيون الأوروبيون بالتشارك مع رافاييل فيتو.